# Wake Me Up (Girls Aloud)
Wake Me Up è un singolo del gruppo musicale pop britannico Girls Aloud, estratto dal secondo album del gruppo, What Will the Neighbours Say?.
È stato pubblicato il 21 febbraio 2005 dall'etichetta discografica Polydor ed è stato il primo singolo del gruppo a non entrare nelle prime tre posizioni della classifica dei singoli britannica, raggiungendo però la posizione numero quarta.
La canzone è stata scritta da Miranda Cooper, Brian Higgins, Tim Powell, Shawn Lee, Lisa Cowling, Paul Woods e Yusra Marue e prodotta da Brian Higgins e gli Xenomania. Ha vinto il Popjustice £20 Music Prize nel 2005 come miglior singolo pop britannico dell'anno.
Alcune versioni dei singoli contenevano le b-side History e Loving Is Easy.
Nel video della canzone, le protagoniste sono le cinque cantanti, che guidano cinque motociclette lungo un percorso desertico per poi scendere dai cinque veicoli e cominciare a ballare sulle note della loro canzone.

## Tracce e formati
UK CD1 (Polydor / 9870425)
1. Wake Me Up — 3:27
2. I'll Stand by You (Gravitas Vocal Dub Mix Edit) — 6:26

UK CD2 (Polydor / 9870426)
1. Wake Me Up — 3:27
2. Wake Me Up (Tony Lamezma's Love Affair) — 7:01
3. History (Girls Aloud, Cooper, Higgins, Cowling, Jon Shave, Tim "Rolf" Larcombe, Lee) — 4:37
4. Wake Me Up (Video) — 3:27
5. Wake Me Up (Karaoke Video) — 3:27
6. Wake Me Up (Game)

UK 7" (Polydor / 9870427)
1. Wake Me Up — 3:27
2. Loving Is Easy (Girls Aloud, Cooper, Higgins, Cowling, Lee) — 3:01
3. Wake Me Up (Gravitas Club Mix) — 5:29

## Classifiche
| Classifica (2005) | Posizione raggiunta |
| ----------------- | ------------------- |
| Regno Unito       | 4                   |
| Irlanda           | 6                   |